# Kvartett – A nagy négyes
A Kvartett – A nagy négyes (eredeti címe: Quartet) egy 2012-es brit komikus dráma, amelyet Dustin Hoffman rendezett. A produkció főszerepében Maggie Smith, Tom Courtenay, Pauline Collins és Billy Connolly.
A film premierje a 2012-es Torontói Nemzetközi Filmfesztiválon volt szeptember 9-én, majd decembertől kezdték el vetíteni szélesebb körben. Magyarországon 2013. január 24-én mutatták be először.
A produkciót egy Golden Globe-díjra jelölték Maggie Smith alakításáért a 70. Golden Globe-gálán.

## Cselekmény
A cselekmény a Beecham House-ban játszódik, egy hivatásos zenészek számára fenntartott nyugdíjasotthonban, amely a Giuseppe Verdi által alapított Casa di Riposo per Musicisti mintájára készült. Reg, Wilf és Cissy nyugdíjas operaénekesek, akik a múltban gyakran dolgoztak együtt; a többi lakó között ott van Cedric Livingstone, egykori rendező és Anne Langley díva is. A nyugdíjasotthon valamennyi lakója különböző mértékben szenved az időskor okozta betegségektől, de így vagy úgy továbbra is foglalkoznak egykori szakmájukkal, többek között előadásokat tartanak és fiatalokat ismertetnek meg a zenével.
A pénzügyek az otthon bezárásával fenyegetnek, de az évente megrendezett gálakoncert Verdi születése alkalmából remélhetőleg elég bevételt szerez a hely folytatására. Cedric azonban meglehetősen kétségbeesett, mert a legnevesebb énekesek közül néhányan vagy meghaltak, vagy úgy döntöttek, hogy egyáltalán nem vesznek részt a koncerten. Reg, Wilf és Cissy szerepeltek a Rigoletto című opera egyik igen nagyra értékelt felvételének szereposztásában, amely a szoprán, mezzoszoprán, tenor és bariton ("Bella figlia dell'amore") híres kvartettjét tartalmazza. Ez a változat az operarajongók körében igen előkelő helyet foglal el, mint a háború utáni korszak Rigolettója.
Reg megdöbbenve tapasztalja, hogy egykori felesége, Jean Horton, a Rigoletto-felvételről hiányzó szoprán felbukkan, és a Beecham House-ban lakik. Reg dühös, amiért nem figyelmeztették vagy nem konzultáltak vele, mivel a válásuk igencsak keserű volt. Jean eleinte sikertelenül próbálja rendbe hozni a dolgokat Reggel. Az ezt követő beszélgetések során szóba kerül a hűtlensége, valamint korábbi házasságai, de Reg megérti, hogy mindez már a múlté. Közben Cedric előáll egy tervvel, hogy alakítsák újra a Rigoletto kvartettét. Wilf meggyőzi a főorvost, hogy engedélyezzen nekik egy esti kiruccanást, aminek eredményeként Reg, Wilf és Cissy meghívja Jeant vacsorára. Jean boldog tudatlanságában és abban a hiszemben, hogy a barátságuk megjavult, a múltat pedig elfelejtették, elfogadja a meghívást; azonban Jean-t nehezebb meggyőzni, mivel megfogadta, hogy nyugdíjba vonulása után soha többé nem fog énekelni, aminek következtében dühös lesz és kiviharzik az étteremből.
Másnap reggel Cissy virágot hoz Jean-nek a kertből, hogy felvidítsa, de Jean megveri vele Cissy-t, ami csak tovább rontja Cissy amúgy is érzékeny, szenilis állapotát. Jean bocsánatot kér, és végül rábeszélik, hogy énekeljen a kvartettben a Rigolettóból, miután megtudja, hogy Anne Langley a Toscából a "Vissi d'arte"-t énekelné a fináléban.
A csoport az előadásra készül, és Cissy nagyon zavarba jön, majd megpróbál kisétálni az ajtón, mondván, hogy vissza kell mennie a családjához, de Jeannek sikerül megmentenie a helyzetet. A Cissyvel folytatott beszélgetés során Jean bevallja, hogy még mindig szerelmes Regbe, amit Reg is meghall. A színpadra lépés előtt Reg újra megkéri Jean kezét, és kézen fogva a színpadra sétálnak.

## Szereplők
| Szerep            | Színész         | Magyar hangja   |
| ----------------- | --------------- | --------------- |
| Jean Horton       | Maggie Smith    | Hámori Ildikó   |
| Reginald Paget    | Tom Courtenay   | Ujréti László   |
| Wilf Bond         | Billy Connolly  | Szacsvay László |
| Cissy Robson      | Pauline Collins | Szabó Éva       |
| Cedric Livingston | Michael Gambon  | Helyey László   |
| Dr. Lucy Cogan    | Sheridan Smith  | Kovács Patrícia |
| Bobby Swanson     | Andrew Sachs    | n.a             |

további magyar hangok: Csuha Lajos, Dankó István, Fehér Tibor, Fodor Tamás, Fülöp Zsigmond, Gáspár Kata, Halász Aranka, Harsányi Gábor, Kardos Róbert, Kassai ilona, Makay Andrea, Nádasi Veronika, Szabó Máté, Várkonyi András

## Fogadtatás
A filmet jól fogadta a filmkritika. A Rotten Tomatoeson 80%-os minősítést kapott 147 vélemény alapján, az összefoglaló szerint: „Édes, szelíd és kiszámítható, de Dustin Hoffman szeretetteljes rendezése és a tehetséges színészek kedves bája miatt a Kvartettnek túl nehéz ellenállni.” Kip Mooney a College Movie Reviewtól azt írta: „Dustin Hoffman rendezői debütálásánál könnyedebb és élvezetesebb filmet nem nagyon lehet készíteni.” Joanne Laurier a World Socialist Web Site-tól azt írta: „A film nem igazán szembesül azzal, amivel félig akar, félig tudja, hogy szembesülnie kellene...”
A MetaCritic 64 pontot adott a 100-ból 36 értékelés alapján. Sarah Bryan-Miller a St. Louis Post-Dispatchtől azt írta: „Tökéletes mellékszereplőkkel rendelkezik [a film], akiket kivételes, valós zenészekből álló csoport alkot: zenekarok és operatársulatok nyugdíjas tagjai, valamint egy zongorista, aki a régóta kísérő zongorista elfojtott türelmetlenségétől duzzad. (Hogy megtudja, kik ők, maradjon a stáblista végéig.)” Anna Smith az Empire-től azt írta: „Hoffman habos és gyakran bájos rendezése, öt évtizedes hollywoodi pályafutása során az első, amely a Downton-rajongókat boldoggá teszi.”
A Kvartett a Box Office Mojo szerint majd 60 millió dolláros bevételt kaszált, a költségvetésről nincs információ.

## Fontosabb díjak és jelölések
| Esemény                       | Díj                                                         | Eredmény |
| ----------------------------- | ----------------------------------------------------------- | -------- |
| 70. Golden Globe-gála         | Golden Globe-díj a legjobb női főszereplőnek – Maggie Smith | Jelölve  |
| David di Donatello-gála       | David di Donatello-díj a legjobb európai filmnek            | Jelölve  |
| National Board of Review, USA | Az év legjobb 10 független filmje                           | Elnyerte |